# Orden und Ehrenzeichen (Oldenburg)

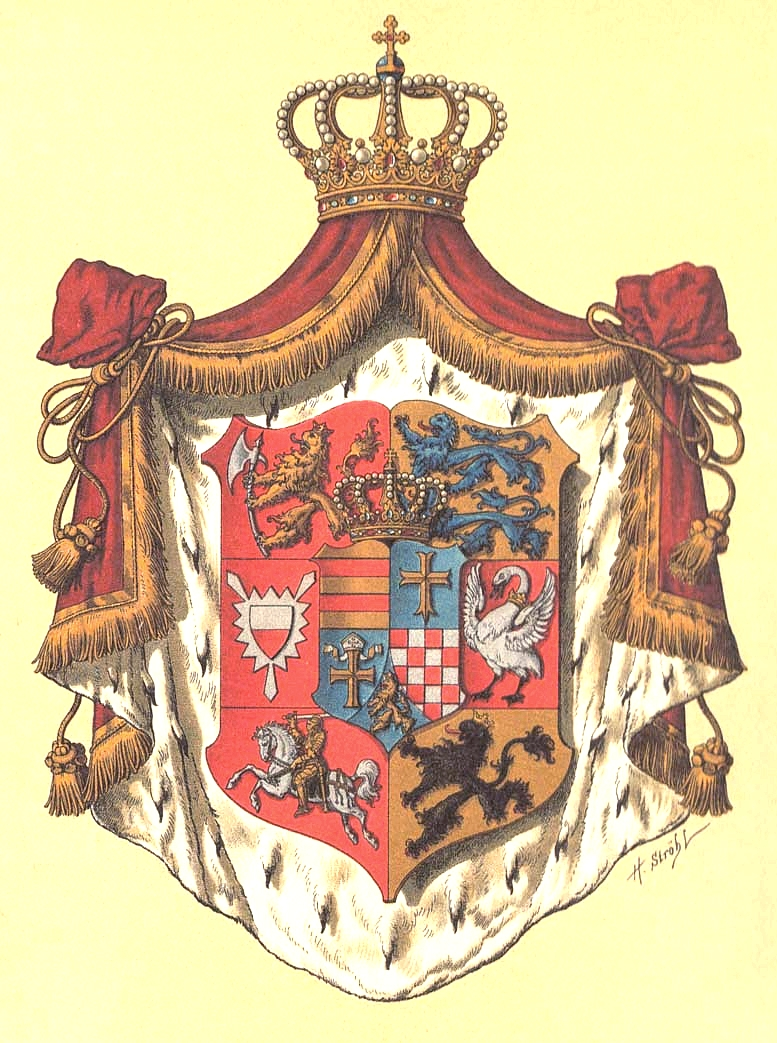
Staatswappen des Großherzogtums Oldenburg

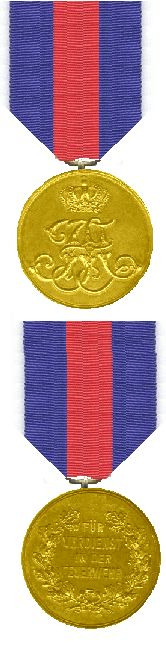
Feuerwehrmedaille 1911–1918

Das Herzogtum Oldenburg kannte keine Ritterorden oder Ehrenzeichen. Erst nach der Restauration der Herzöge im Jahre 1813 wurden Medaillen gestiftet. Im Jahre 1838 wurde der erste und einzige Verdienstorden, zugleich auch Hausorden der Dynastie, gestiftet im Andenken an den verstorbenen Großherzog Peter Friedrich Ludwig.
- Zivilverdienstmedaille (1814)
- Kriegsdenkmünze für den Feldzug 1815 (1816)
- Haus- und Verdienstorden des Herzogs Peter Friedrich Ludwig (1838)
- Dienstauszeichnungskreuz in Gold für 25 Dienstjahre der Offiziere (1838–1867)
- Dienstauszeichnungskreuz in Silber für 25 Dienstjahre vom Feldwebel abwärts (1838–1867)
- Dienstauszeichnungen für 18, 12 oder 9 Dienstjahre (1847)
- Verdienstmedaille für Rettung aus Gefahr (1848)
- Medaille zur Erinnerung an Großherzog Paul Friedrich August (1853)
- Erinnerungsmedaille an den Feldzug 1866 (1866)
- Erinnerungsmedaille 1870/71 (1871)
- Verdienstkreuz für Aufopferung und Pflichttreue in Kriegszeiten (1871)
- Medaille für Verdienste um die Kunst (1878)
- Erinnerungsmedaille für die Veteranen 1848 und 1849 (1898)
- Kriegervereins-Verdienstkreuz (1902)
- Medaille für Treue in der Arbeit (1904)
- Medaille für Verdienste in der Feuerwehr (1904)
- Rote Kreuz-Medaille (1908)
- Gendarmendienstauszeichnung für 18, 12 oder 9 Dienstjahre (1913)
- Friedrich-August-Kreuz (1914)
- Kriegsverdienstmedaille 1916–1918

Im November 1918 hat der letzte Oldenburgische Großherzog abgedankt. Die Republik machte den Orden und Ehrenzeichen vorläufig ein Ende. Erst im Jahre 1927 wurde eine neue Medaille vom Freistaat Oldenburg gestiftet.
- Verdienstmedaille für Rettung aus Gefahr (1927–1934)
- Medaille für Verdienste um das Feuerlöschwesen (1928–1934)